# Хук, Иоганн Герхард

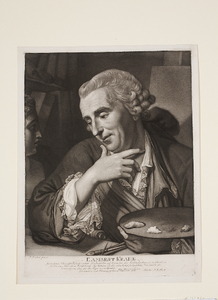
Жозеф Фратрель, Портрет Иоганна Герхарда Хука

Иоганн Герхард Хук (нем. Johann Gerhard Huck, род. 1759 г. Дюссельдорф- ум. 16 августа 1811 г. Ганновер) — немецкий художник, график, рисовальщик и гравёр по меди.

## Жизнь и творчество
Первоначально И. Г. Хук работал при дюссельдорфской Академии художеств. Затем, в 1782 году он приезжает в Лондон, где берёт уроки у известного гравёра по меди Валентина Грина (1739—1813). И. Г. Хук является основателем Художественной академии в Ганновере, был куратором собрания произведений искусства графа Иоганна Людвига фон Вальмоден-Гимборн (1736—1811). С 1796 года он — придворный гравёр при королевском дворе в Ганновере. Также был активным членом Халкографического общества Дессау.
Среди наиболее известных работ И. Г. Хука следует отметить портрет барона и известного мецената Фридриха Морица фон Брабаха по полотну художника Антона Графа.

## Иллюстрированные сочинения
- совместно с Валентином Грином: Acta historica reginarum Angliae, twelve original drawings executed by J.G. Huck and engraved by V. Green, with an historical account in English and French, 1792